# Cerska bitka
Bitka na Ceru ili Cerska bitka je naziv za jednu od prvih bitaka prvog svjetskog rata, u kojoj su srpske snage pod vodstvom Stepe Stepanovića odnijele pobjedu nad austro-ugarskim snagama pod vodstvom Oskara Potioreka. 
Vodila se od 15. do 24. kolovoza 1914. oko planine Cer, po kojoj je i dobila ime.
Njome je spriječen pokušaj Austro-Ugarske da na samom početku vojnički slomi i okupira Srbiju kako bi se, u skladu s planovima Središnjih sila, poslije mogla okrenuti protiv Rusije. Takav ishod je prilično iznenadio svjetsku javnost, koja je bila očekivala da se jedna mala država ne može oduprijeti velikoj sili. Također je bitno doprinijela održavanju morala sila Antante koje su na početku gubile bitke na drugim svim frontovima.
Ishodu bitke je znatno pridonijela ispravna defanzivna strategija srpske Vojne komande, kao i činjenica da su njeni časnici i vojnici nedugo prije u balkanskim ratovima stekli vrijedna iskustva vezana uz moderni način ratovanja.

## Vanjske poveznice
Sestrinski projekti
|  | Zajednički poslužitelj ima još gradiva o temi Cerska bitka |